# Masyw Świętego Gotarda

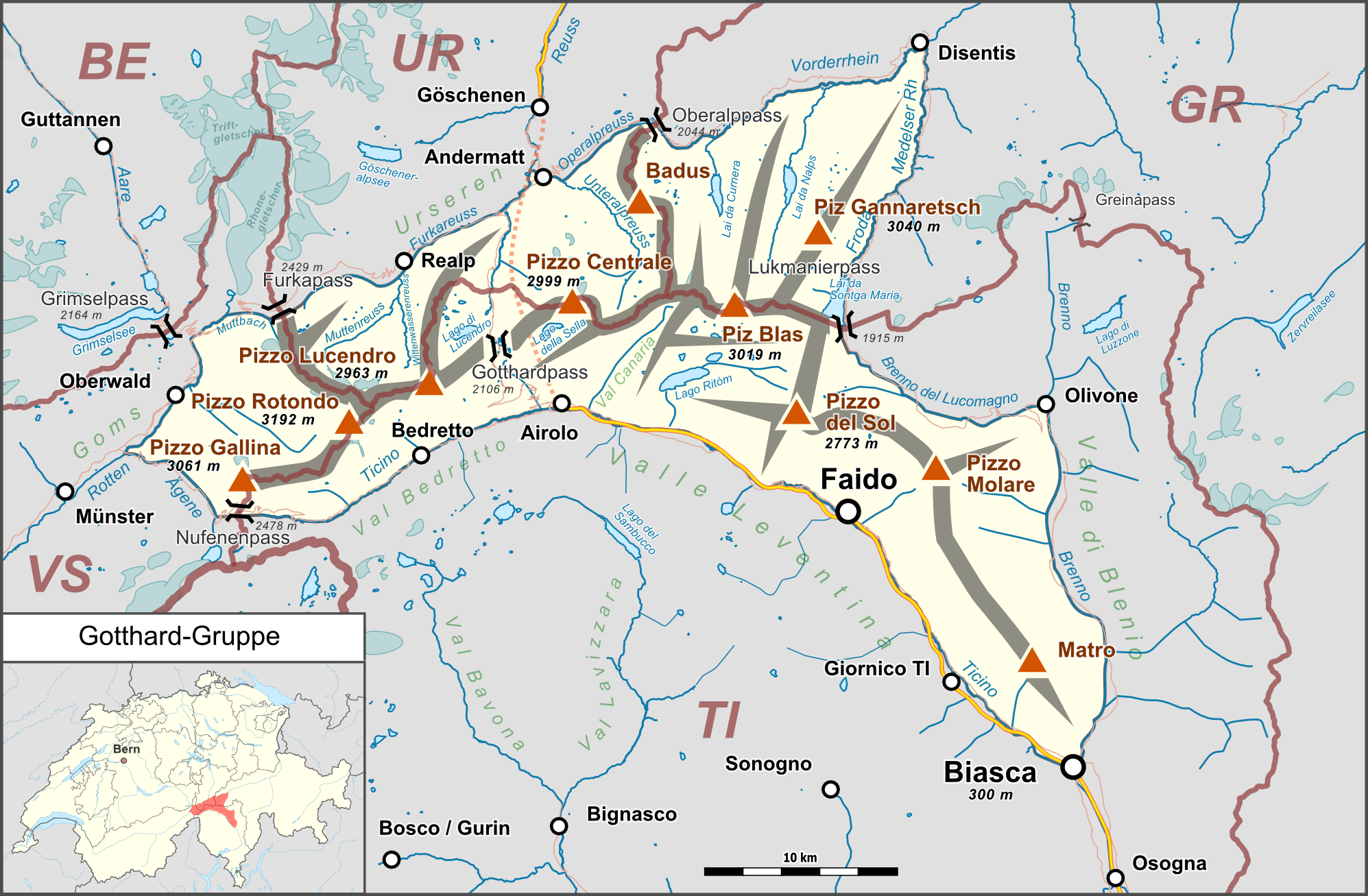

Masyw Świętego Gotarda (niem. Gotthardmassiv, Gotthard-Massiv, Sankt Gotthard-Massiv; retorom. Massiv dal Gottard, Munt Avellinⓘ; wł. Massiccio del Gottardo, Massiccio del San Gottardo) – grupa górska w Szwajcarii, leżąca w granicach czterech kantonów:  Gryzonii, Ticino, Uri i Valais.
Według podziału Alp SOIUSA Masyw Świętego Gotarda (kod SOIUSA I/B-10.I-B) jest częścią pasma Monte Leone – Sankt Gotthard-Alpen (I/B-10.I) w Alpach Lepontyńskich (I/B-10).